# Alix Poisson
Pour les articles homonymes, voir Poisson (homonymie).
Alix Poisson est une actrice française née le 28 avril 1979.
Après s'être fait remarquer dans le téléfilm Parcours meurtrier d'une mère ordinaire : L'affaire Courjault en 2009, elle tient un autre rôle dramatique en 2012 dans la série Les Revenants de Canal+. De 2013 à 2018, elle incarne la mère de famille dans la série humoristique quotidienne Parents mode d'emploi sur France 2. En parallèle, elle apparaît dans des rôles forts des séries 3 x Manon et Disparue pour laquelle elle reçoit un prix.

## Biographie
Alix Poisson naît en 1979
d'un père vétérinaire et d'une mère professeur de lettres. Elle a beaucoup habité en banlieue parisienne, notamment à 
Sarcelles, Argenteuil et Sartrouville. 
Dès son enfance, elle souhaite devenir comédienne. Après avoir obtenu son baccalauréat à 17 ans, Alix Poisson s'oriente vers des études de lettres modernes. À l'issue de ses deux années de classes préparatoires littéraires effectuées à Paris, elle s'inscrit dans une école de théâtre, tout en poursuivant sa licence et sa maîtrise. Elle passe par l’école de Claude Mathieu, qu'elle appelle son « papa de théâtre ». Elle intègre ensuite le Conservatoire national supérieur d'art dramatique de Paris, d'où elle sort diplômée en 2004.

### Révélation dramatique (années 2000)
En sortant de l'école, elle enchaîne les pièces de théâtre dramatiques et comiques, et joue dans de grands classiques comme Le Songe d'une nuit d'été ou Beaucoup de bruit pour rien de William Shakespeare.
En 2009, elle débute au cinéma avec des petits rôles dans les films Je ne dis pas non de Iliana Lolic, 8 fois debout de Xabi Molia et Micmacs à tire-larigot de Jean-Pierre Jeunet où elle donne la réplique à Dany Boon et André Dussollier le temps d'une scène. La même année, elle se fait remarquer en incarnant Véronique Courjault, la mère criminelle ayant assassiné trois de ses bébés avant de les cacher dans son congélateur, dans le téléfilm Parcours meurtrier d'une mère ordinaire : L'affaire Courjault de Jean-Xavier de Lestrade. Ce rôle marque un tournant dans sa carrière d'actrice, Alix Poisson pense même que ce rôle l'a changée, a changé sa vie.
Elle se révèle en 2012 dans le rôle d'une gendarme dans la série dramatique Les Revenants de Canal+. La fiction est un succès critique qui se voit même adaptée aux États-Unis (voir The Returned).

### Reconnaissance (depuis 2013)
En 2013, elle change de registre avec la série télévisée humoristique à format court Parents mode d'emploi de France 2. Elle y incarne une mère de famille aux côtés d'Arnaud Ducret. Cette exposition quotidienne la fait connaître du grand public et lui permet de montrer son talent comique. Elle est également au casting de la série policière Candice Renoir  mais quitte l'aventure au bout de la première saison. Au cinéma, elle apparaît brièvement aux côtés de Thierry Lhermitte dans Quai d'Orsay de Bertrand Tavernier.
Elle impressionne de nouveau en 2014 dans la mini-série 3 x Manon de Jean-Xavier de Lestrade où elle joue une professeur de français qui pousse Manon à exprimer son mal-être à travers les mots,.
En 2015, Alix Poisson s'essaie de nouveau à un rôle plus dramatique dans la série Disparue de France 2 réalisée par  Charlotte Brandström. Elle y interprète une mère lyonnaise dévastée par la disparition de sa fille adolescente, face aux acteurs à contre-emploi Pierre-François Martin-Laval et François-Xavier Demaison. Son interprétation, avec son visage qui se creuse au fil des épisodes, la rend bouleversante. Ce rôle lui permet de décrocher le prix de meilleure interprétation féminine dans une série décerné par le jury de la presse internationale pendant le Festival Séries Mania. Après Parents mode d'emploi, la série Disparue renforce la notoriété de la comédienne.
En 2017, elle forme de nouveau un couple télévisuel avec François-Xavier Demaison, mais cette fois dans un registre comique : celui de la série familiale Quadras, créée par Mélissa Drigeard et Vincent Juillet pour la chaîne M6.

### Vie privée
Elle a un garçon prénommé Jules avec le réalisateur Jean-Xavier de Lestrade. 
Elle pratique assidument le yoga.

## Filmographie

### Cinéma
- 2006 : Des gens dans mon lit (court-métrage) de Victoria Cohen : Mathurine
- 2009 : Pina Colada (court-métrage) d'Alice Winocour : Alix
- 2009 : Je ne dis pas non d'Iliana Lolic :
- 2009 : 8 fois debout de Xabi Molia : Laurence
- 2009 : Micmacs à tire-larigot de Jean-Pierre Jeunet : l'hôtesse du Train Bleu
- 2013 : Mr. Morgan's Last Love de Sandra Nettelbeck : la vendeuse de sandwichs
- 2013 : Quai d'Orsay de Bertrand Tavernier : Odile
- 2014 : Par consentement mutuel (court-métrage) de Guillaume Cotillard : Astrid
- 2015 : Tout pour être heureux de Cyril Gelblat : l'agent immobilier
- 2017 : Nos enfants (court-métrage) de Sarah Suco : Lucie
- 2018 : Budapest de Xavier Gens : Audrey
- 2020 : Mon cousin de Jan Kounen : Diane
- 2020 : Parents d'élèves de Noémie Saglio : Clarisse Duval
- 2022 : 1432 (court-métrage) d'elle-même : voix off

### Télévision

#### Séries télévisées
- 2012 : Antigone 34, épisode 2 réalisé par Louis-Pascal Couvelaire : Juliette
- 2012 : Les Revenants de Fabrice Gobert, saison 1 : Laure
- 2013 : Les Enquêtes du commissaire Laviolette, épisode Le Commissaire dans la truffière réalisé par Bruno Gantillon : Claire Piochet
- 2013 : Les Petits Meurtres d'Agatha Christie, saison 2, épisode 4 Pourquoi pas Martin ? réalisé par Marc Angelo : Suzanne Delavallée
- 2013-2014 : Candice Renoir, saison 1 et 2, dix épisodes : Pascale Ibarruri
- 2013-2018 : Parents mode d'emploi : Isabelle Martinet
- 2014 : 3 x Manon de Jean-Xavier de Lestrade : Madame Barthélémy
- 2015 : Disparue, mini-série réalisée par Charlotte Brändström : Florence Morel
- 2016 : The Collection, créé par Oliver Goldstick : Charlotte
- 2017 : Marie de Bourgogne d'Andreas Prochaska : Marguerite d'York
- 2017 : Quadras, créé par Mélissa Drigeard et Vincent Juillet : Agnès
- 2019 : Laëtitia de Jean-Xavier de Lestrade : Béatrice Prieur
- 2019-2022 : Jeux d'influence de Jean-Xavier de Lestrade : Claire Lansel
- 2021 : Germinal, mini-série de David Hourrègue : La Maheude
- 2023 : Les Randonneuses, mini-série de Frédéric Berthe : Sara
- 2023 : Sambre de Jean-Xavier de Lestrade : Christine Labot
- 2023 : La Tribu de Nadine Loisal et Patrick Cassir : Camille Journeux
- 2025 : Des vivants de Jean-Xavier de Lestrade : Marie
- 2025 : Clean de Cathy Verney : Lola

#### Téléfilms
- 2009 : Parcours meurtrier d'une mère ordinaire : L'affaire Courjault de Jean-Xavier de Lestrade : Véronique Courjault
- 2012 : La Disparition de Jean-Xavier de Lestrade : Nathalie Beaumont
- 2018 : Jacqueline Sauvage : C'était lui ou moi d'Yves Rénier : Nathalie Tomasini
- 2019 : L'Enfant que je n'attendais pas de Bruno Garcia : Johanna
- 2020 : De l'autre côté de Didier Bivel : Jeanne
- 2021 : Disparition inquiétante (épisode Instincts maternels) d'Arnaud Mercadier : Esther Lewanski
- 2023 : Le Colosse aux pieds d'argile de Stéphanie Murat : Josy en 1991

## Théâtre
- 2003 : L'Homme oiseau de Guo Shixing, mise en scène de Gilberte Tsaï (théâtre de Montreuil)
- 2004 : Yvonne, princesse de Bourgogne de Witold Gombrowicz, mise en scène de Philippe Adrien (théâtre de La Croix-Rousse à Lyon)
- 2005 : Slogans de Maria Soudaïeva, mise en scène de Bérangère Bonvoisin (théâtre national de la Colline)
- 2005 : Le Songe d'une nuit d'été de William Shakespeare, mise en scène de Carlo Cecci (Limoges, tournée à Rome et Porto)
- 2005 : Le Cri d'Antigone, d'après le roman d'Henry Bauchau, mise en scène de Géraldine Bénichou (théâtre de La Croix Rousse, Lyon)
- 2006 : Doña Rosita la célibataire de Federico García Lorca, mise en scène de Matthias Langhoff (théâtre des Amandiers à Nanterre, tournée)
- 2006/2008 : Le Jour de l'Italienne de Marivaux, mise en scène de Sophie Lecarpentier : Alix (Avignon, tournées)
- 2007 : Meurtres de la princesse juive d'Armando Llamas, mise en scène de Philippe Adrien (théâtre de la Tempête)
- 2008 : L'Épreuve de Marivaux, mise en scène de Sophie Lecarpentier : Lisette
- 2008 : Les Enfants du soleil de Maxime Gorki, mise en scène de Côme de Bellecize (théâtre de l'Ouest parisien)
- 2010-2013 : Le Dindon de Georges Feydeau, mise en scène de Philippe Adrien : Lucienne Vatelin (théâtre de la Tempête, tournées) (4 nominations aux Molières 2011)
- 2011 : Trois Folles Journées d'après la trilogie de Beaumarchais, mise en scène de Sophie Lecarpentier : Suzanne (théâtre de l'Ouest parisien)
- 2011 : Beaucoup de bruit pour rien de William Shakespeare, mise en scène de Clément Poirée : Béatrice (Théâtre de la Tempête, théâtre du Globe à Londres)
- 2018 : Justice de Samantha Markowic, mise en scène Salomé Lelouch, théâtre de l'Œuvre

## Livres audio
- Histoires de Benjamin le Lutin, César le Lézard, Chloé l'Araignée d'Antoon Krings, Collection Drôles de Petites Histoires à écouter - Giboulées (n° 5), Gallimard Jeunesse, 2005
- Histoires de Valérie la Chauve-Souris, Hugo l'Asticot, Solange la Mésange, Collection Drôles de Petites Histoires à écouter - Giboulées (n° 6), Gallimard Jeunesse, 2005
- Histoires de Pascale la Cigale, Adrien le Lapin, Adèle la Sauterelle d'Antoon Krings, Collection Drôles de Petites Histoires à écouter - Giboulées (n° 7), Gallimard Jeunesse, 2006
- Histoires de Pierrot le Moineau, Frédéric le Moustique, Margot l'Escargot d'Antoon Krings, Collection Drôles de Petites Histoires à écouter - Giboulées (n° 8), Gallimard Jeunesse, 2006
- Histoires de Zabeth la Chouette, Odilon le Grillon, Marie la Fourmi d'Antoon Krings, Collection Drôles de Petites Histoires à écouter - Giboulées (n° 9), Gallimard Jeunesse, 2007
- Histoires d'Oscar le Cafard, Patouch la Mouche, Ursule la Libellule d'Antoon Krings, Collection Drôles de Petites Histoires à écouter - Giboulées (n° 10), Gallimard Jeunesse, 2007
- Histoires de Lorette la Pâquerette, Pat le Mille-Pattes, Luce la Puce d'Antoon Krings, Collection Drôles de Petites Histoires à écouter - Giboulées (n° 11), Gallimard Jeunesse, 2008
- Histoires de Barnabé le Scarabée, Maud la Taupe, Camille la Chenille, d'Antoon Krings, Collection Drôles de Petites Histoires à écouter - Giboulées (n° 12), Gallimard Jeunesse, 2008
- Histoires de Luna la Petite Ourse, Léon, roi des Abeilles, Lulu la tortue, d'Antoon Krings, Collection Drôles de Petites Histoires à écouter - Giboulées (n° 13), Gallimard Jeunesse, 2009
- Histoires de Blaise et Thérèse les Punaises, Benjamin le père Noël du jardin, Léonard le Têtard d'Antoon Krings, Collection Drôles de Petites Histoires à écouter - Giboulées (n° 14), Gallimard Jeunesse, 2009
- Histoires de Merlin le Merle, Les tricots de Mireille, Romain le Lapin magicien d'Antoon Krings, Collection Drôles de Petites Histoires à écouter - Giboulées (n° 17), Gallimard Jeunesse, 2015

## Distinctions
- Festival Séries Mania 2015 : Meilleure interprétation féminine du jury de la presse internationale pour Disparue
- Festival de Luchon 2019 : Meilleure actrice pour L'Enfant que je n'attendais pas

### Revue de presse
- Propos d'Alix Poisson recueillis par Thomas Destouches, « La toujours parfaite Alix Poisson. », Télécâble Sat Hebdo no 1513, SETC, Saint-Cloud, 29 avril 2019, p. 8,  (ISSN 1630-6511)